# Shiv Charan Mathur
Shiv Charan Mathur (* 14. Februar 1926 in Madhi-Kanungo; † 25. Juni 2009 in Neu-Delhi) war ein indischer Politiker des Indischen Nationalkongress.
Mathur stammte aus einem Dorf in der Nähe von Bhilwara. Die „Quit India“-Bewegung 1942 politisierte ihn. Während seiner Studentenzeit Ende der 1940er Jahre war er Generalsekretär des Rajasthan Students Congress. Er schloss mit einem Diplom in Arbeiterwohlfahrt ab. Nach Tätigkeiten in der Kommunalpolitik in Bhilwara wurde er 1964 Mitglied der 3. Lok Sabha (Unterhaus des indischen Parlaments). Von 1967 an war Mathur für sieben Legislaturperioden Mitglied des rajasthanischen Regionalparlaments (Rajasthan State Legislative Assembly). Zwischen 1967 und 1977 diente Mathur als Minister in den Regierungen von Mohan Lal Sukhadia und Harideo Joshi. Shiv Charan Mathur war Chief Minister des Bundesstaates Rajasthan von 1981 bis 1985 und von 1988 bis 1989. Er wurde 1991 in die 10. Lok Sabha gewählt, ging nach den fünf Jahren jedoch wieder als Mitglied der Rajasthan State Legislative Assembly in die Regionalpolitik und war Vorsitzender und Mitglied verschiedener Parlamentsausschüsse und Komitees. 2008 wurde Mathur zum Gouverneur von Assam ernannt. Er starb im Amt an Herzversagen.